# Patricia Symmonds
Bà Margaret Patricia Symmonds, GCM, DBE (sinh ngày 18 tháng 10 năm 1925), được biết đến với cái tên Patricia Symmonds, là một chính trị gia người Barbados, đồng thời là thành viên của Thượng viện Barbados và là một cựu giáo viên.
Là cô con gái duy nhất của Algernon French Symmonds và vợ của ông, Olga (nhũ danh Harper), bà là chị gái của nhà ngoại giao Barbadian, Algernon Washington Symmonds. Bà được đào tạo tại Queen's College, Barbados và đến Vương quốc Anh để học tại Đại học Reading và Học viện Giáo dục.
Là một giáo viên từ năm 1945 đến năm 1985, bà là Phó hiệu trưởng của trường St. Michael, Saint Michael, Barbados từ 1963 đến năm 1976, sau đó là Hiệu trưởng của trường từ năm 1976 đến năm 1985.Bà là một giảng viên và trợ giảng bán thời gian tại Cơ sở Cave Hill từ năm 1963 đến năm 65.
Từ năm 1994, bà là Thượng nghị sĩ của Barbados và là thành viên của Hội đồng Cơ mật của Barbados từ năm 1997 đến năm 2000. Bà được thành lập một Tư lệnh của Hội Truyền giáo Đế quốc Anh năm 2000. 